# Psicofarmaco

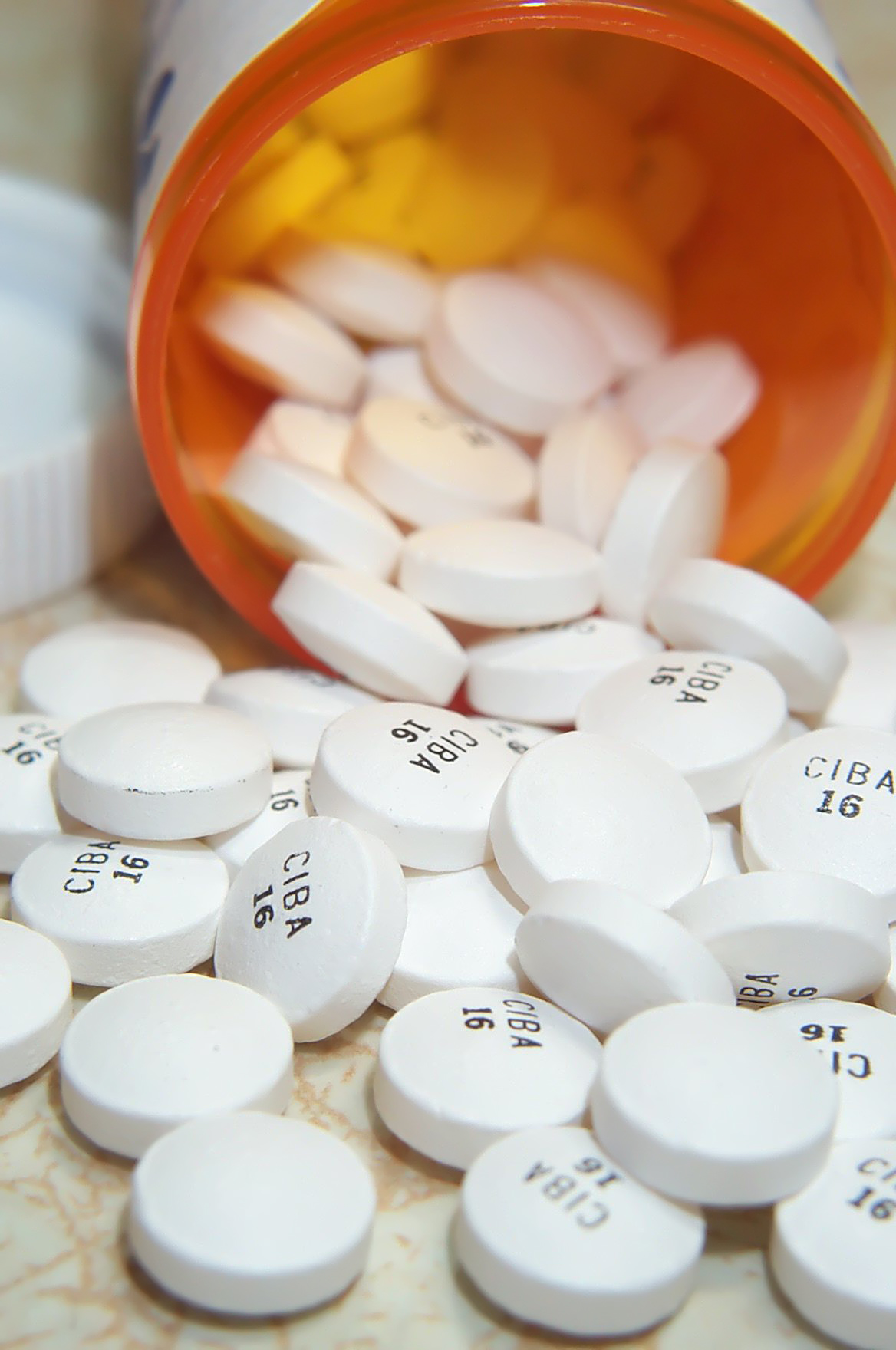
Compresse di Ritalin

Gli psicofarmaci sono una classe molto eterogenea di farmaci psicoattivi (quindi degli psicotropi legali), approvati per il trattamento di un'ampia varietà di disturbi psichiatrici e neurologici, anche se specie negli ultimi decenni hanno trovato efficacia anche in patologie non prettamente psichiatriche.
La maggior parte di essi possono essere prescritti anche dai medici di medicina generale, anche se alcune tipologie sottoposte a particolare sorveglianza e controllo sono competenza esclusiva dello specialista psichiatra e solo in alcuni casi del neurologo.
Nonostante alcuni composti psicoattivi di derivazione naturale siano noti da secoli, a partire dagli anni '50 gli psicofarmaci di sintesi hanno diminuito la necessità dei ricoveri in ospedale a lungo termine, riducendo quindi il costo della cura della salute mentale e permettendo una migliore gestione delle patologie psichiatriche.

## Storia
Prima del 1950 non esistevano psicofarmaci nell'accezione moderna del termine. Alcune sostanze di origine naturale, molte delle quali conosciute da secoli, erano utilizzate nel trattamento degli stati d'animo negativi: ad esempio gli estratti di alcune erbe (come l’erba di San Giovanni e il kratom in Indonesia) erano usati nella cura degli stati d'ansia e di depressione; anche bevande alcoliche, estratti di oppio e cannabis erano usati a questo scopo, oltre a quello ricreativo; la caffeina era usata come uno stimolante. Intorno al 1850 fu isolata la cocaina dalle foglie di Coca che raggiunse in breve una certa popolarità per i suoi effetti contro la fatica e ristorativi (Sigmund Freud era solito usarla, a basse dosi, come un antidepressivo); negli stessi anni furono sintetizzati degli analoghi sintetici dell'oppio, come la morfina e l'eroina, che furono commercializzati da diverse case farmaceutiche per diversi scopi; cominciò inoltre la diffusione in Europa e in America della cannabis. Verso la fine del 1800 divennero popolari le amfetamine e alcuni loro derivati per le loro proprietà energizzanti, stimolanti e antidepressive (alcuni furono disponibili come farmaco da banco fino agli anni settanta). Nei primi anni del '900 furono commercializzati i primi calmanti barbiturici, utilizzati come sedativi per calmare gli stati di agitazione psicotica e maniacale, gli stati d'ansia e per indurre il sonno. Anche la reserpina veniva talvolta utilizzata a tale scopo.
La storia della psicofarmacologia moderna incomincia negli anni cinquanta quando furono osservate le proprietà calmanti, ma non sedative, della clorpromazina (il capostipite degli antipsicotici) che al tempo veniva utilizzata come antistaminico e contro alcune complicanze operatorie. In breve tempo divennero evidenti le sue proprietà neurolettiche. Quasi contemporaneamente, in maniera casuale, si riconobbero le proprietà euforizzanti dell'iproniazide, utilizzata al tempo come antitubercolare, che divenne il capostipite degli antidepressivi MAO inibitori. Negli stessi anni furono casualmente osservate le proprietà antidepressive dell'imipramina che al tempo veniva sperimentata come antipsicotico e che divenne il capostipite degli antidepressivi triciclici. Furono inoltre commercializzati gli ansiolitici-sedativi derivati dai carbammati (il cui sviluppo era iniziato a metà degli anni quaranta) come il meprobamato.
Negli anni '60 furono commercializzati l'aloperidolo (uno dei più noti antipsicotici), alcuni stabilizzanti dell'umore come valproato e la carbamazepina, i sali di litio e sintetizzato il clordiazepossido, il capostipite delle benzodiazepine. Negli anni '70, con l'intento di creare degli antidepressivi che conservassero l'efficacia dei triciclici ma con meno effetti collaterali, furono studiati e quindi commercializzati (a partire dalla metà degli anni '80 fino ai primi anni 2000) gli antidepressivi SSRI. Nel frattempo nuovi composti antidepressivi correlati ai triciclici (come l'amineptina e la tianeptina) e non (come la nomifensina e la clonidina), gli antipsicotici atipici (o di seconda generazione) e altri composti psicoattivi (come il metilfenidato) venivano via via sintetizzati e commercializzati. Con l'approfondimento dei meccanismi biologici della depressione, nel corso degli stessi anni e fino a quelli più recenti furono commercializzati i cosiddetti antidepressivi di seconda generazione come il bupropione (1989), il trazodone (1981), la mirtazapina (1996) e gli SNRI\NaRI, altri composti psicoattivi come gli agonisti della dopamina, ansiolitici come il buspirone (1986), farmaci non stimolanti per il deficit di attenzione e iperattività (come l'atomoxetina). Negli ultimi anni sono stati approvati nuovi antidepressivi con un meccanismo d'azione integrato (come vilazodone e vortioxetina) e neurolettici di terza generazione (detti anche modulatori dell'attività dopaminergica come l'aripiprazolo).
Sono dei farmaci estremamente diffusi ed alcuni di questi (come ad esempio l'antidepressivo "Prozac" e l'ansiolitico "Valium") superano, per numero di vendite, altri farmaci ben più noti come analgesici e antiacidi. Recentemente, per alcuni di essi, sono state avanzate critiche per via del loro sempre più ampio utilizzo, sia per applicazioni offlabel (tentativo di evergreening da parte delle case farmaceutiche), sia per classi di pazienti (come minori e per patologie moderate) per le quali non sono stati ancora sufficientemente sperimentati.

## Descrizione generale

### Meccanismo di azione
Le cause biologiche dei disturbi psichiatrici e dell'umore non sono state del tutto comprese ma si ritiene possano risiedere in alterazioni della struttura cellulare e della chimica dei neuroni (ad esempio nella quantità di messaggeri secondari e di recettori), della attività e struttura delle aree cerebrali, della qualità e caratteristiche della trasmissione dell'impulso nervoso (mediato anche dall'azione dei neurotrasmettitori), del livello di espressione genica. Alterazioni di queste funzionalità possono essere dovute a fattori genetici, farmacologici, ambientali, psicologici ma anche a patologia sia a livello centrale che sistemico (come mostrato ad esempio dalla connessione tra flora intestinale, fattori ormonali, sistema immunitario e sistema nervoso centrale). Probabilmente i disturbi psichiatrici hanno una origine multifattoriale, in cui cioè diverse cause contribuiscono a determinare un quadro patologico dalla sintomatologia caratteristica.
Le varie classi di psicofarmaci sono caratterizzate da un meccanismo d'azione molto eterogeneo, accomunate dal fatto di agire a livello del sistema nervoso centrale su dei target quali, ad esempio, recettori cellulari, enzimi, proteine trasportatrici, canali ionici (generalmente bloccandone l'attività o raramente inducendola). Queste azioni farmacologiche vanno a modulare le caratteristiche della trasmissione dell'impulso nervoso, generando nel breve termine delle modificazioni nella chimica e nel funzionamento dei neuroni e nel lungo termine degli adattamenti del funzionamento delle cellule e delle aree cerebrali (come la modulazione dell'espressione dei geni, l'inibizione o l'attivazione di particolari pathway metaboliche, alterazioni della struttura e dell'attività di alcune aree cerebrali) che sono alla base degli effetti terapeutici ma anche di quelli collaterali.
La scoperta del meccanismo terapeutico degli psicofarmaci è stato molto spesso dovuto all'osservazione casuale che particolari farmaci, utilizzati nel trattamento di altre patologie, erano in grado di migliorare i sintomi dei disturbi psichiatrici. Lo studio del loro target farmacologico a livello del sistema nervoso centrale ha permesso di sintetizzare dei composti più selettivi e con minori effetti collaterali e di formulare delle teorie empiriche sull'origine dei disturbi psichiatrici: ad esempio i farmaci neurolettici devono la maggior parte loro azione terapeutica al blocco dei recettori D2 della dopamina, ciò ha portato a formulare la teoria che la fisiopatologia delle psicosi sia dovuta a un'iperattività del sistema dopaminergico in alcune aree cerebrali ma non è noto se tale iperattività sia la reale causa del disturbo o solo un sintomo di un problema sottostante.
Anche per questo gli psicofarmaci tendono ad avere una certa componente soggettiva e le terapie farmacologiche per uno stesso disturbo mentale possono variare da paziente a paziente in termini di scelta del farmaco, posologia e durata del trattamento in base alla loro efficacia e tollerabilità, sempre in stretta collaborazione tra paziente e medico curante.

### Prescrizione e somministrazione
Alcuni psicofarmaci richiedono una prescrizione di un medico specialista, come ad esempio uno psichiatra, prima di essere ottenuti sebbene una buona parte è prescrivibile anche dai medici di medicina generale. Alcuni stati e territori degli Stati Uniti hanno esteso agli psicologi clinici la possibilità di prescrizione, previa un'istruzione specializzata supplementare e la formazione in psicologia medica.
Ad eccezione degli ansiolitici benzodiazepinici, che possono essere utilizzati al bisogno e con una certa autonomia da parte del paziente, la maggior parte degli psicofarmaci richiede un trattamento cronico, spesso per anni o a vita, o fino alla risoluzione della patologia psicologica. Durante l'assunzione è necessario lo stretto controllo, da parte del medico curante, dell'efficacia del trattamento oltre che delle condizioni di salute e psicologiche del paziente in modo da rilevare precocemente effetti collaterali, alcuni dei quali possono comportare gravi complicazioni (epatiche o neurologiche come nel caso della discinesia tardiva), o fenomeni di abuso o dipendenza (come nel caso dei sedativi o degli stimolanti).
Oltre al classico dosaggio in forma di pillola, per iniezione (specie le forme a lento rilascio che possono essere operate solo in centri autorizzati) o gocce, i farmaci psichiatrici si stanno evolvendo in nuovi metodi di somministrazione come il rilascio transdermico, transmucosale e la somministrazione per inalazione.

### Effetti collaterali in corso di trattamento e da sospensione
Gli effetti collaterali degli psicofarmaci dipendono strettamente dal loro meccanismo d'azione, tuttavia tra farmaci della stessa classe possono esserci differenze significative nell'incidenza e intensità degli effetti collaterali che possiedono inoltre una certa componente soggettiva e non prevedibile. Gli effetti collaterali possono essere anche gravi o intollerabili dal paziente, la loro comparsa può sensibilmente incidere sulla compliance del farmaco.
Accade comunemente che alcuni effetti indesiderati degli psicofarmaci siano più evidenti nei primi giorni di trattamento e che siano dose dipendenti, possono perciò essere diminuiti incrementando lentamente il dosaggio e utilizzando quello più basso possibile. Tuttavia se gli effetti risultano intollerabili si può optare per il passaggio ad un altro farmaco per la gestione della patologia. Alcuni effetti collaterali possono essere anche gestiti trattando i sintomi, utilizzando cioè farmaci aggiuntivi, anche se ciò non deve essere considerato un approccio di prima linea per via di possibili interazioni sfavorevoli.
In linea di principio, gli effetti collaterali sono dovuti sia all'azione farmacologica diretta del farmaco sia a processi adattivi del funzionamento cerebrale che, in quanto tali, non si ristabiliscono immediatamente alla sospensione del farmaco. Ciò è alla base dei così detti effetti collaterali da sospensione che includono sintomi di astinenza (come ad esempio nel caso delle benzodiazepine), sindromi neuropsichiatriche e vegetative (come nel caso degli antidepressivi) e rebound della patologia trattata (ad esempio l'improvvisa o grave riemersione della psicosi dopo l'interruzione degli antipsicotici o aggravamento dell'ansia dopo la sospensione delle benzodiazepine). Gli effetti collaterali da sospensione possono comparire quando l'assunzione del farmaco viene sospesa o interrotta troppo rapidamente, anche nel caso di passaggio a farmaci simili: in questi casi lo scalaggio graduale del farmaco, anche nel corso di mesi, può rendersi necessario.
Se gli effetti collaterali da sospensione perdurano per un lungo periodo, o addirittura col tempo incrementano, si parla di effetti collaterali da sospensione post-acuti (in inglese indicati con l’acronimo PAWS) che si riferiscono ad una serie di sintomi neuropsichiatrici e vegetativi dovuti al non ristabilirsi dell'omeostasi dei processi biologici cerebrali perturbati dall'azione del farmaco. Questi effetti collaterali possono persistere anche per molti mesi.
Un'altra classe di effetti collaterali più rari ma potenzialmente ben più gravi è rappresentata dagli effetti collaterali persistenti dei sintomi neuropsichiatrici e vegetativi dovuti a processi biologici maladattivi in risposta al farmaco, che si instaurano nel corso del trattamento (o più raramente in corrispondenza della sospensione dello stesso) e che persistono per un tempo indefinito dopo la sospensione del farmaco, causando notevole disagio al paziente. Tra i più noti, la discinesia tardiva causata dai neurolettici, le disfunzioni sessuali post trattamento causate dagli antidepressivi SSRI/SNRI, mentre l'uso a lungo termine di benzodiazepine è collegato a deterioramento delle capacità cognitive.
Un altro effetto collaterale comunemente associato a diversi tipi di psicofarmaci, specialmente quelli con proprietà anticolinergiche, è la diminuzione della salivazione (xerostomia). La salivazione ha un ruolo fondamentale nel mantenere la salute della cavità orale, l’assunzione di psicofarmaci in grado di diminuire la salivazione è stata associata ad una maggiore incidenza di problemi dentali come carie e infiammazioni gengivali.
Negli ultimi anni sono stati pubblicati diversi studi che sembrano indicare come alcuni psicofarmaci siano collegati ad un aumentato rischio di mortalità e ad un deterioramento delle capacità mentali, in particolare in alcune classi di soggetti. Tuttavia rimane ancora da stabilire la reale portata di questi effetti. Secondo una meta-analisi di studi, pubblicata sulla rivista Psychotherapy and Psychosomatics nel 2017, l'assunzione di antidepressivi SSRI è associata ad un incremento della probabilità di morte per qualsiasi causa del 33% nella popolazione senza precedenti fattori di rischio (come patologie cardiovascolari o metaboliche). Tuttavia nei soggetti con tali fattori di rischio l'aumento della probabilità di morte non è significativo. Ciò si crede sia dovuto tra l'altro alla capacità di questi farmaci di influenzare la viscosità ematica che, mentre nei soggetti con patologie cardiovascolari può avere un effetto benefico, in quelli sani può essere dannoso. Un altro studio indicherebbe che l'uso di antidepressivi serotoninergici è legato ad un maggiore rischio di valvulopatie, probabilmente a causa della stimolazione del recettore 5HT2B. Un aumento della mortalità è stato osservato anche negli anziani in corso di trattamento con antipsicotici, così come sono stati osservati disordini metabolici anche gravi.
L’uso a lungo termine degli antipsicotici ad alti dosaggi sarebbe associato ad una diminuzione dello spessore di diverse aree cerebrali. Secondo un altro studio pubblicato nel 2017, ci sarebbero indicazioni di come la somministrazione di antidepressivi e benzodiazepine raddoppierebbe la probabilità di sviluppare demenza, compresa quella del tipo Alzheimer.

## Categorie principali
Vi sono cinque gruppi principali di farmaci psichiatrici:
- Ansiolitici, che trattano i disturbi d'ansia, alcuni usati anche come ipnotici, sedativi e anestetici.
- Antidepressivi, che trattano i disturbi più disparati come la depressione clinica, la distimia, l'ansia, i disturbi alimentari e il disturbo borderline di personalità.[23]
- Antipsicotici, che trattano i disturbi psicotici come la schizofrenia e i sintomi psicotici che si verificano nel contesto di altre patologie come disturbi dell'umore.
- Psicostimolanti, che trattano disturbi come il disturbo da deficit di attenzione/iperattività (ADHD) e la narcolessia.
- Stabilizzanti dell'umore, che trattano il disturbo bipolare e il disturbo schizoaffettivo. Alcuni hanno efficacia come antiepilettico.

### Ansiolitici e ipnotici
Gli ansiolitici sono dei farmaci studiati per placare i sintomi psicologici e somatoformi dell'ansia, come gli attacchi di panico, l'ansia generalizzata e le somatizzazioni. Diverse classi di farmaci mostrano un effetto ansiolitico, anche composti non specificatamente approvati per tale scopo (come ad esempio i betabloccanti e gli antistaminici).
I farmaci più comunemente prescritti per il trattamento dell'ansia a breve termine e dell'insonnia sono le benzodiazepine. Altri farmaci utilizzati per il trattamento dell'ansia sono gli ansiolitici atipici, gli antidepressivi, i barbiturici, gli antipertensivi, gli antistaminici.
- Benzodiazepine: le benzodiazepine sono efficaci come ipnotici, ansiolitici, anticonvulsivanti, miorilassanti e amnesici, ma sono generalmente raccomandati per l'utilizzo a breve termine.[24] Hanno ampiamente soppiantato i barbiturici perché hanno meno propensione al sovradosaggio e alla tossicità. Sono noti per causare sintomi di astinenza simili all'astinenza da barbiturici e da alcol,[25] e una sindrome di astinenza grave può durare per mesi e anni per circa il 15% degli utenti.[26]
  - Clordiazepossido (Librium), derivato delle benzodiazepine, ansiolitico
  - Diazepam (Valium), derivato delle benzodiazepine, ansiolitico
  - Delorazepam (En), derivato delle benzodiazepine, ansiolitico
  - Lorazepam (Tavor), derivato delle benzodiazepine, ansiolitico
  - Bromazepam (Lexotan), derivato delle benzodiazepine, ansiolitico
  - Alprazolam (Xanax), derivato delle benzodiazepine, ansiolitico
  - Clonazepam (Rivotril), derivato delle benzodiazepine, anticonvulsivante
  - Flunitrazepam (Roipnol), derivato delle benzodiazepine, ipnotico
  - Midazolam (Ipnovel), derivato delle benzodiazepine, ipnotico
  - Triazolam (Halcion), derivato delle benzodiazepine, ipnotico
- Non Benzodiazepine (Z-Drugs)
  - Zopiclone (Imovan), ipnotico non benzodiazepina
  - Eszopiclone (Lunesta), ipnotico non benzodiazepina
  - Zolpidem (Stilnox), ipnotico non benzodiazepina
  - Zaleplon (Sonata), ipnotico non benzodiazepina
- Barbiturici
  - Amobarbital, ipnotico
  - Pentobarbital, ipnotico
  - Tiopentale, ipnotico
  - Butalbital, ipnotico
  - Secobarbital, ipnotico
  - Fenobarbital, anticonvulsivante
- Ansiolitici Atipici: sono preferiti agli ansiolitici benzodiazepinici nel trattamento dell'ansia generalizzata e nella gestione dei sintomi d'ansia nel lungo termine perché non generano dipendenza e tolleranza.
  - Tofisopam
  - Buspirone
  - Etifoxina
  - Benzoctamina
- Antidepressivi: sono preferiti agli ansiolitici benzodiazepinici nel trattamento dell'ansia generalizzata e nella gestione dei sintomi d'ansia nel lungo termine perché non generano dipendenza e tolleranza.
  - SSRI\SNRI
  - Antidepressivi di seconda generazione

### Antidepressivi
Gli antidepressivi sono farmaci utilizzati per trattare la depressione clinica ma vengono anche spesso usati contro l'ansia e altri disturbi sia psichiatrici che non. Una classe di antidepressivi attualmente più comunemente usati sono gli inibitori selettivi della ricaptazione della serotonina (SSRI), che agiscono bloccando il principale processo di riciclo della serotonina (reuptake) aumentandone la concentrazione sinaptica. Occorrono da 3 a 5 settimane prima che gli effetti antidepressivi di questi farmaci, in particolare degli SSRI, si manifestino pienamente: ciò si crede sia dovuto al fatto che l'effetto antidepressivo non è solamente dovuto all'incremento della concentrazione dei neurotrasmettitori ma anche a delle modificazioni adattive del funzionamento e della chimica del cervello, come la desensibilizzazione dei recettori della serotonina.
Altre classi di antidepressivi sono gli antidepressivi di seconda generazione, gli inibitori della ricaptazione di serotonina e noradrenalina (SNRI), gli inibitori della monoamino ossidasi (IMAO) e i triciclici (TCA), ma specie quest'ultime due classi sono ritenute delle scelte di seconda linea per via degli effetti collaterali potenzialmente anche gravi.
- Antidepressivi SSRI
  - Citalopram (Elopram, Seropram)
  - Escitalopram (Cipralex, Entact)
  - Fluoxetina (Prozac, Fluoxetil, Fluoxeren)
  - Fluvoxamina (Dumirox, Fevarin, Maveral)
  - Paroxetina (Daparox, Sereupin, Seroxat)
  - Sertralina (Zoloft, Tatig, Serad)
- Antidepressivi SNRI
  - Duloxetina (Cymbalta, Xeristar)
  - Venlafaxina (Efexor, Faxine, Zarelis)
  - Desvenlafaxina (Pristiq)
- Antidepressivi TCA
  - Imipramina (Tofranil)
  - Desipramina (Nortimil)
  - Clomipramina (Anafranil)
- Antidepressivi IMAO
  - Tranilcipromina (Parnate)
  - Moclobemide (Aurorix, Manerix)
- Antidepressivi atipici
  - Mianserina (Lantanon)
  - Mirtazapina (Remeron)
  - Trazodone (Trittico)
  - Nefazodone (Serzone)
  - Reboxetina (Davedax, Edronax)
  - Bupropione (Elontril, Wellbutrin, Zyban)

### Antipsicotici
Gli antipsicotici, detti anche sedativi maggiori o neurolettici, sono farmaci utilizzati per il trattamento dei vari sintomi della psicosi, come quelli causati da disturbi psicotici o dalla schizofrenia. Si dividono in due classi: tipici, o di prima generazione, e atipici, o di seconda generazione. Gli antipsicotici atipici sono utilizzati anche come stabilizzatori dell'umore nel trattamento del disturbo bipolare e possono aumentare l'efficacia degli antidepressivi nel disturbo depressivo maggiore, anche se tale combinazione è ritenuta una scelta di seconda linea per via degli effetti collaterali potenzialmente gravi di questa classe di farmaci.
- Antipsicotici tipici
  - Aloperidolo (Haldol)
  - Promazina (Talofen)
  - Clorpromazina (Largactil)
  - Proclorperazina (Stemetil)
  - Tioridazina (Melleril)
  - Tiotixene (Navane)
- Antipsicotici atipici
  - Aripiprazolo (Abilify)
  - Clozapina (Leponex)
  - Olanzapina (Zyprexa)
  - Quetiapina (Seroquel)
  - Clotiapina (Entumin)
  - Paliperidone (Invega)
  - Risperidone (Risperdal)
  - Ziprasidone (Geodon)
  - Amisulpride (Deniban)
  - Sulpiride (Dobren)

### Stimolanti
Gli psicostimolanti sono una categoria di sostanze psicoattive usate come psicofarmaci in grado di stimolare le funzioni cognitive, psicologiche e comportamentali di un soggetto. Sono perciò utilizzati nel disturbo da deficit di attenzione/iperattività (ADHD), nella narcolessia, nella depressione caratterizzata da astenia, a volte sono stati usati come adiuvanti nella perdita di peso.
Gli stimolanti possono creare dipendenza e i pazienti con una storia di tossicodipendenza devono essere strettamente monitorati qualora l'assunzione non possa essere evitata. Per questo sono stati anche sperimentati nella terapia di disassuefazione da stupefacenti. La sospensione repentina del trattamento può causare sintomi di astinenza fisici e psicologici, come ansia, anche gravi.
Stimolanti comuni:
- Mazindolo (Mazanor, Sanorex), un inibitore della ricaptazione della noradrenalina
- Metilfenidato (Ritalin, Concerta), un inibitore della ricaptazione di noradrenalina e dopamina, uno dei pochi stimolanti ammessi in Italia
- Amfetamine (Adderal, Dexedrina, Vyvanse), potenti stimolanti, raramente prescritti
- Metamfetamina (Desoxyn, Pervitin), un potente stimolante a base di anfetamine, ma raramente prescritto
- Modafinil (Provigil, Alertec), approvato per il trattamento della narcolessia e del deficit di attenzione
- Adrafinil, simile al modafinil e con le stesse indicazioni

### Stabilizzatori dell'umore
Gli stabilizzanti dell'umore sono una categoria di psicofarmaci adibiti al controllo dell'umore in diverse sindromi psichiatriche quali il disturbo bipolare, il disturbo schizoaffettivo e il disturbo borderline di personalità. Sono indicati per le situazioni di significativa alterazione del tono dell'umore, di instabilità emotiva, di irritabilità, di discontrollo degli impulsi, di aggressività, di oscillazioni marcate del tono dell’umore, di depressione cronica e resistente agli altri farmaci, di iperattività, di irrequietezza e agitazione.
Nel 1949, l'australiano John Cade ha scoperto che i sali di litio sono in grado di controllare la mania, riducendo la frequenza e la gravità degli episodi maniacali. Questo ha introdotto l'ormai popolare carbonato di litio al pubblico, oltre ad essere stato il primo stabilizzatore dell'umore approvato dalla statunitense Food and Drug Administration.
Alcuni di essi sono anche anticonvulsivanti utilizzati nella cura dell'epilessia. Anche alcuni antipsicotici atipici hanno attività di stabilizzatori dell'umore. Il loro meccanismo di azione non è tuttavia ben compreso.
Alcuni stabilizzatori dell'umore:
- Carbonato di litio (CarboLithium), primo e tipico stabilizzatore dell'umore, di prima scelta in tutte quelle situazioni che comportano un elevato rischio di suicidio
- Carbamazepina (Tegretol), anticonvulsivante e stabilizzatore dell'umore
- Oxcarbazepina (Tolep), anticonvulsivante e stabilizzatore dell'umore
- Acido valproico e sali dell'acido valproico (Depakin), anticonvulsivante e stabilizzatore dell'umore
- Lamotrigina (Lamictal), anticonvulsivante atipico e stabilizzatore dell'umore
- Gabapentin (Neurontin), anticonvulsivante atipico e stabilizzatore dell'umore
- Pregabalin (Lyrica), anticonvulsivante atipico e stabilizzatore dell'umore
- Topiramato, anticonvulsivante e stabilizzatore dell'umore correlato al recettore GABA

## Nella cultura di massa

### Cinema
Gli psicofarmaci sono un tema ricorrente nelle opere di Carlo Verdone. Ad esempio, in Maledetto il giorno che ti ho incontrato i due protagonisti fanno largo uso di ansiolitici. Lo stesso Verdone ha più volte ammesso di averne fatto uso.

### Musica
Nella musica gli psicofarmaci vengono citati da autori come CCCP - Fedeli alla linea, nella canzone Valium, Tavor, Serenase e in altre (il cantante/fondatore del gruppo Giovanni Lindo Ferretti ha lavorato come operatore psichiatrico per 5 anni prima di dedicarsi alla musica); da Vasco Rossi nella canzone Valium dell'album Siamo solo noi, dai Subsonica nella canzone Depre dell'album Microchip emozionale, da Myss Keta in Xananas, da Samuele Bersani nella canzone En e Xanax, da Max Gazzè nella canzone Il farmacista. Eminem scrive un intero album (Relapse) che parla del suo periodo di dipendenza da psicofarmaci. Il nome del gruppo Prozac+ è ispirato a un noto psicofarmaco.